# Maryna Zakhozha
Maryna Zakhozha est une joueuse de volley-ball ukrainienne née le 1er mars 1986 à Bila Tserkva. Elle mesure 1,87 m et joue au poste de attaquante. 

## Clubs
| Club                     | Pays    | De        | À         |
| ------------------------ | ------- | --------- | --------- |
| Sportlitsey Bila Tserkva | Ukraine | 2002-2003 | 2002-2003 |
| Krug Tcherkassy          | Ukraine | 2003-2004 | 2009-2010 |
| Jinestra Odessa          | Ukraine | 2010-2011 | 2010-2011 |
| Khimik Youjne            | Ukraine | 2011-2012 | …         |

## Palmarès
- Championnat d'Ukraine
  - Vainqueur : 2006, 2007, 2008, 2012, 2013, 2014.
  - Finaliste : 2009, 2011.
- Coupe d'Ukraine
  - Vainqueur : 2006, 2007, 2008, 2011, 2014.
  - Finaliste : 2012.